# ماسانوسوکه فوکودا
 ماسانوسوکه فوکودا (انگلیسی: Masanosuke Fukuda؛ ۴ مهٔ ۱۸۹۷ – ۲۲ دسامبر ۱۹۷۴) یک تنیس‌باز بود.